# Juan Rico
Juan Rico y Amat (Elda, 29 agosto 1821 – Madrid, 19 novembre 1870) è stato un poeta, storico e giornalista spagnolo.

## Biografia
Era il figlio di Pedro Rico, grande proprietario terriero e avvocato di Elda, e di sua moglie Josefa Amat, secondo Emilio Castelar, una carlista. Suo fratello, Pedro, era stato nominato vescovo di Guadix, ma morì prima di assumere l'incarico nel 1842.
Dopo aver completato gli studi, ha redatto il quotidiano La Esmeralda e La Ilustración Española (1843-1844). Non c'è dubbio che la sua carriera è stata incoraggiata e protetta da moderati: è stato Ministro provinciale di Alicante, nel 1845, ed è stato sindaco e capo politico del distretto di Alcoy (1847-1850).
Con regio decreto il 30 giugno 1848, la regina Isabella lo ha nominato segretario della corona. Grazie all'opera Historia política y parlamentaria de España (1860-1861), in tre volumi, lo consacrarono come storico.
Monarchico conservatore, ammiratore del liberalismo francese (Pierre-Paul Royer-Collard, François Guizot, Albert de Broglie) e spagnolo (Andrés Borrego, Donoso Cortés), ha fondato nel 1867 la rivista satirica La Farsa. Durante la rivoluzione del 1868 ha redatto El Noticiero de España e dopo fondò un altro giornale simile a La Farsa, Don Quijote, nella quale ridicolizzava i sostenitori rivoluzionari.

## Opere
- Jurisprudencia administrativa. Colección de las competencias informadas hasta el día por el consejo real y resueltas por s. m., ordenadas y comentadas, con varios discursos sobre los distintos puntos de administración que comprenden, 1847.
- Diccionario de los políticos. Verdadero sentido de las voces y frases más usuales entre los mismos, escrito para divertimiento de los que ya lo han sido y enseñanza de los que aún quieren serlo 1855, reimpreso modernamente en Madrid: Narcea S. A., 1976.
- Historia política y parlamentaria de España. Desde los tiempos primitivos hasta nuestros días 1860-1861, tres vols.
- El libro de los diputados y senadores. Juicio crítico de los oradores más notables desde las Cortes de Cádiz hasta nuestros días con la inserción íntegra del mejor discurso que cada uno de ellos ha pronunciado. (Segunda parte de Historia política y parlamentaria de España), 4 vols., 1863-1868.
- La unidad católica. Biografías y discursos de los diputados católicos que han tomado parte en los debates sobre la cuestión religiosa en las cortes de 1869 1869. Hubo una segunda edición póstuma con el título ligeramente cambiado: El gobierno carlista lo que es en teoría y práctica. Biografías y discursos de los diputados católicos que han tomado parte en los debates sobre la cuestión religiosa en las cortes constituyentes de 1869, 1873.

### Teatro
- Conspirar con buena suerte (1853)
- Misterios de Palacio (1852)
- Con buena suerte (1853)
- Costumbres políticas (1855)
- La escuela de las madres (1859)
- Vivir sobre el país (1863)
- El mundo por dentro (1863)
- La belleza del alma (1864)
- ¡¡¡El miércoles!!! (1864)
- El infierno con honra (1870)

### Poesie
- Poesías serias y satíricas (1842)
- Trabajos literarios y poéticos en el "Almanaque Ilustrado y Libro de Memorias", Alcoy: Imp. de José Martí, 1864.
- Lágrimas de España por el trágico suceso ocurrido en el Real Palacio el 2 de febrero de 1852, Madrid, 1852.
- A.S.M. La Reina Isabel II en su enlace
- A.S:A: El Infante Don Francisco de Asís
- La perla del serrallo